# 몬스터 팜
몬스터 팜은 테크모의 몬스터 팜 비디오 게임 프랜차이즈를 기반으로 한 73화 애니메이션 시리즈이다. 이 시리즈는 1999년 4월 17일부터 2001년 9월 30일까지 TBS에서 방영되었다.
대한민국에서는 2001년 6월 6일부터 2002년 5월 16일까지 SBS를 통해 방영되었다.

## 등장인물
- 《사쿠라 겐키》
- 《홀리》
- 《모찌》
- 《스에조》
- 《골렘》
- 《라이거》
- 《햄》